# Synagogue de Wilhelmshaven (1915-1938)

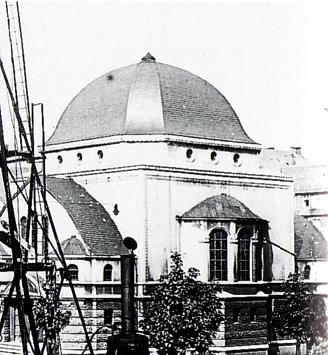
La synagogue dans les années 1920

La synagogue de Wilhelmshaven , inaugurée en 1915, a été détruite en 1938 lors de la nuit de Cristal comme la plupart des autres lieux de culte juif en Allemagne.
Wilhelmshaven est une ville portuaire allemande au nord du Land de Basse-Saxe). Elle compte actuellement un peu plus de 75 000 habitants.

## Histoire de la communauté juive
Wilhelmshaven est une ville portuaire créée en 1853 et depuis 1869, la base de la marine prussienne en mer du Nord. Aux environs de 1870, les premières familles juives s'installent à Wilhelmshaven et dans la commune voisine de Rüstringen. Au cours des décennies suivantes, le nombre de Juifs ne cesse de croître. On compte 10 Juifs en 1876, 47 en 1885, puis 131 en 1910 et 239, le maximum, en 1925. Ils utilisent initialement les installations religieuses de la communauté juive de Neustadtgödens, ville située à environ une douzaine de km. L'accord formel entre le groupe de Wilhelmshaven et la communauté de Neustadtgödens prend fin en 1876. Les deux communautés juives dépendent du rabbinat de district d'Emden.
En 1895, les Juifs de Wilhelmshaven créent la Israelitische Vereinigung Wilhelmshaven (Association israélite de Wilhemshaven), mais la fondation officielle de la communauté religieuse date du 1er avril 1901. Les deux premiers dirigeants de la communauté sont Louis Leeser et Jacob Müller.   
Une communauté juive est aussi créée en 1905 à Bant, actuellement un quartier de Wilhelmshaven, qui fusionnera en 1911 avec Rüstringen. Lors de la réunion du conseil des communautés juives du Land à Oldenbourg en avril 1905, l'indépendance de la communauté de Bant est confirmée. En 1908, celle-ci fusionne avec la communauté de Wilhelmshaven pour former la Israelitische Gemeinde Wilhelmshaven-Bant (Communauté israélite de Wilhelmshaven-Bant). En 1911, après l'incorporation de Bant dans Rüstringen, la communauté prend le nom de Synagogengemeinde Wilhelmshaven-Rüstringen (Communauté des synagogues de Wilhelmshaven-Rüstringen).   
La communauté possède une salle de prière et depuis 1915 une synagogue, une école religieuse et un Mikve (bain rituel). Les morts sont enterrés jusqu'en 1908 au cimetière juif de Jever, puis dans leur propre cimetière situé à Schortens-Heidmühle. Un enseignant en religion est engagé qui sert aussi d'officiant et de Shohet (abatteur rituel).
Lors de la Première Guerre mondiale, la communauté perd au front deux de ses membres.  
Au milieu des années 1920, environ 100 Juifs vivent à Wilhelmshaven et à peu près autant à Rüstringen en comptant Bant. 
La direction de la communauté est constituée alors de Julius Margoniner, président de 1919 à 1925, de Leo Bein et de Jacob Strauß; Les Juifs de Rüstringen sont représentés par Max Jakobs, Nissenfeld et Pfeffer. Leo Bein succède à Margoniner à la présidence jusqu'en 1931. Max Ruda est l'enseignant et le Shohet (abatteur rituel). Il enseigne à douze enfants dans l'école religieuse juive et donne des cours de religion juive au lycée Kaiser-Wilhelm de la ville.        
Deux associations caritatives ont été fondées : la Chewra Kadischa (Société du dernier devoir) en 1902 et le Jüdischer Frauenverein (Association des femmes juives) en 1906. Deux autres associations voient le jour ultérieurement : le Jugendbund (Union de la jeunesse) et la Literaturverein (Association littéraire) qui compte rapidement une soixantaine de membres.
Au début des années 1930, la communauté de Wilhelmshaven et de Rüstringen possèdent une direction commune avec comme président Jonas Fränkel et comme vice-présidents Hermann Müller et A. Paul. Herrmann Hartogsohn est l'enseignant et le Hazzan (chantre). Les familles juives jouent un rôle non négligeable dans la vie économique de la ville : 70 habitants possède un commerce ou y travaillent. On compte huit bouchers, un pâtissier, un pharmacien, un directeur de théâtre, trois agriculteurs, un maitre-tailleur etc. Près de 50 des petits ou grands commerces détenus par des Juifs se situent dans les quartiers commerçants de la Gökerstraße/Bismarckplatz et de la Marktstraße/Wilhelmshavener Straße. 
En 1933, à l'arrivée au pouvoir des nazis, 191 Juifs habitent à Wilhelmshaven. À la suite du boycott économique des commerces juifs, à l'oppression croissante et à la privation des droits civiques, quelque 100 Juifs quittent la ville, soit pour partir à l'étranger, soit pour se réfugier dans les grandes villes allemandes. Lors de la nuit de Cristal, du 9 au 10 novembre 1938, la synagogue est incendiée et les commerces juifs encore existant ainsi que plusieurs maisons détenues par des Juifs, sont pillés et saccagés. Un grand nombre d'habitants juifs sont traînés hors de leur appartement, molestés et conduits à travers la ville jusqu'à l'ancienne Jahn Halle, certains portant autour du cou une pancarte où est inscrit Ich bin eine Judensau (Je suis un cochon de Juif). Les spectateurs rient, jettent des pierres sur le groupe ou leur crachent au visage. 34 hommes sont arrêtés, transférés à Oldenbourg puis envoyés au camp de concentration de Sachsenhausen où ils seront détenus plusieurs semaines. Jusqu'à mai 1939, 45 habitants juifs supplémentaires réussissent à émigrer, dont 30 en Angleterre. Ceux qui restent seront déportés et assassinés dans les années suivantes.  
Le mémorial de Yad Vashem de Jérusalem et le Gedenkbuch - Opfer der Verfolgung der Juden unter der nationalsozialistischen Gewaltherrschaft in Deutschland 1933-1945 (Livre commémoratif – Victimes des persécutions des Juifs sous la dictature nazie en Allemagne 1933-1945) répertorient 114 habitants nés, ou ayant vécu longtemps à Wilhelmshaven parmi les victimes juives du nazisme.

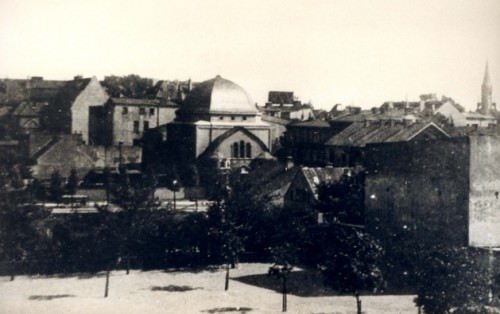
Vue sur la synagogue

## Histoire de la synagogue
Au début, les offices se tenaient dans le village voisin de Neustadtgödens distant d'une douzaine de kilomètres. À partir de 1897, les habitants juifs de Wilhelmshaven louent une salle qu'ils aménagent en synagogue. Celle-ci ne sert pas uniquement comme lieu de culte aux Juifs de la ville, mais aussi aux soldats juifs de la marine résidant en ville, et à partir de 1903 elle accueille le serment des jeunes recrues :        
«  La préparation au serment des recrues juives a eu lieu cette année pour la première fois à la synagogue locale depuis la fondation de la communauté. Les recrues étaient conduites aux offices religieux par leurs supérieurs. Les représentants des autorités et toute la communauté ont assisté aux offices religieux.
La lettre de l'autorité maritime demandant la tenue d'un office religieux est rédigée comme suit : "Commandement d.R.B… Wilhelmshaven le 21 octobre 1903. Selon la lettre officieuse du 14 de ce mois. La prestation de serment des recrues d'octobre se fera le 24 de ce mois. Les recrues de religion juive 1/ de la seconde division de marine et 2/ de la Stammkompanie [compagnie d'encadrement] du troisième Seebataillon [bataillon de marines], recevront des instructions pour se présenter le 23 de ce mois, matin à 10 h à la synagogue pour une préparation religieuse.
De la part du commandant de la base. Le chef d'État-Major Paschen. »
Une synagogue représentative qui permettra d'accueillir 200 à 300 homme est construite en 1914-1915, ainsi qu'une salle de classe et un Mikve (bain rituel). La première pierre est posée le 24 juin 1914 en présence des autorités municipales et militaires. Le bâtiment est achevé en septembre 1915 malgré le début de la Première Guerre mondiale, et inauguré le 7 septembre 1915 en présence de l'amiral von Krosigk :  
« L'inauguration de la synagogue nouvellement construite s'est déroulée le 7 septembre en présence du Conseil des communautés juives du duché d'Oldenbourg, des présidents des communautés de Hanovre et d'Emden. Même le commandant de la base maritime de la mer du Nord, son Excellence l'amiral von Krosigk, le pasteur général de la marine  Erdmann et les directeurs des écoles secondaires et de nombreux invités d'honneur de toutes les confessions étaient présents. Devant le portail de la synagogue, pour commencer, Mlle Hedwig de Taube a présenté les clés en l'absence des architectes appelés sous les drapeaux. Puis, le président [de la communauté juive] Jakob Müller a fait un discours, suivi de l'administrateur Tägert. La célébration liturgique a été conduite par le grand-rabbin du duché, le Dr Mannheimer d'Oldenbourg. Son sermon de consécration avait pour sujet le texte du prophète Aggée: c’est dans ce lieu que je donnerai la paix, dit l’Éternel des armées. L'orateur entendait spirituellement relier de façon éclatante l'inauguration à la guerre, et pour clore son sermon il alluma la lampe éternelle à la mémoire des soldats morts au combat. La partie chantée de la célébration était dirigée par Mr le chef-Hazzan Linhardt de Hanovre avec quelques hommes du chœur de la synagogue de Hanovre.
Le bâtiment qui a coûté 130 000 marks est une œuvre magnifique et surtout l'installation du bain rituel est absolument remarquable. On doit reconnaitre à sa juste valeur, les grands sacrifices consentis par cette relativement faible communauté pour l'aménagement intérieur de la synagogue. Un grand nombre de marins juifs stationnent à Wilhelmshaven, et ceux qui n'étaient pas en haute mer, avaient été autorisés à assister à la fête. »
Le bâtiment qui a coûté 130 000 marks réunit différents éléments de l'architecture moderne de l'époque. Construit selon un plan presque carré, la base est constituée de gros moellons en bossage, et les murs au-dessus sont en briques recouvertes de crépi. Un dôme imposant à quatre grands pans et quatre pans coupés, repose sur un tambour de faible hauteur. Les fenêtres sont inhabituelles, car d'après un ancien rapport, elles présenteraient des scènes figuratives, ce qui est très rare dans les synagogues. Sur la partie est, sont représentées les Tables de la Loi, l'étoile de David et une coupe d'or; sur le côté ouest, Moïse avec les Tables de la Loi, une couronne et un chandelier de chabbat; les deux autres côtés sont décorés de représentations symboliques des douze tribus d'Israël.   
Lors de la nuit de Cristal, du 9 au 10 novembre 1938, les membres de la SA et d'autres organisations nazies incendient la synagogue. Auparavant, les objets rituels sont sortis et exposés dans la rue. Le 10 novembre à environ 3 heures du matin, une grande quantité d'essence est déversée dans le bâtiment avant d'y mettre le feu. Les pompiers n'ont l'autorisation que de sécuriser les maisons avoisinantes. Quelques heures plus tard, il est nécessaire de réactiver le feu, et vers 10 h 30, la charpente en feu s'affaisse. Un peu plus tard, les murs d'enceinte sont dynamités.     
Le journal local, le Wilhelmshavener Zeitung raconte l'évènement en conformité avec les instructions reçues des nazis, avec pour titres: 
« La synagogue de Wilhelmshaven détruite par le feu - Des manifestations anti-juives spontanées dans notre ville portuaire militaire – Des Juifs arrêtés et mis en détention provisoire – Manifestations tumultueuses devant les commerces juifs.. »

## Mémoriaux

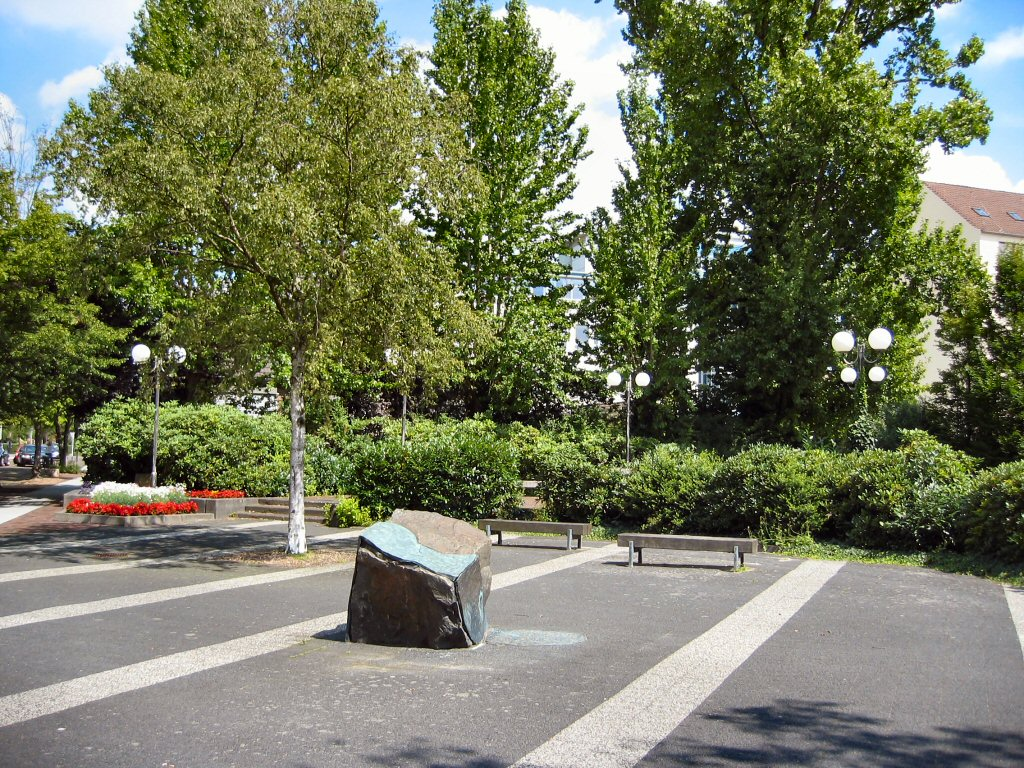
Monument commémoratif sur la Synagogenplatz

### Sur la Synagogenplatz

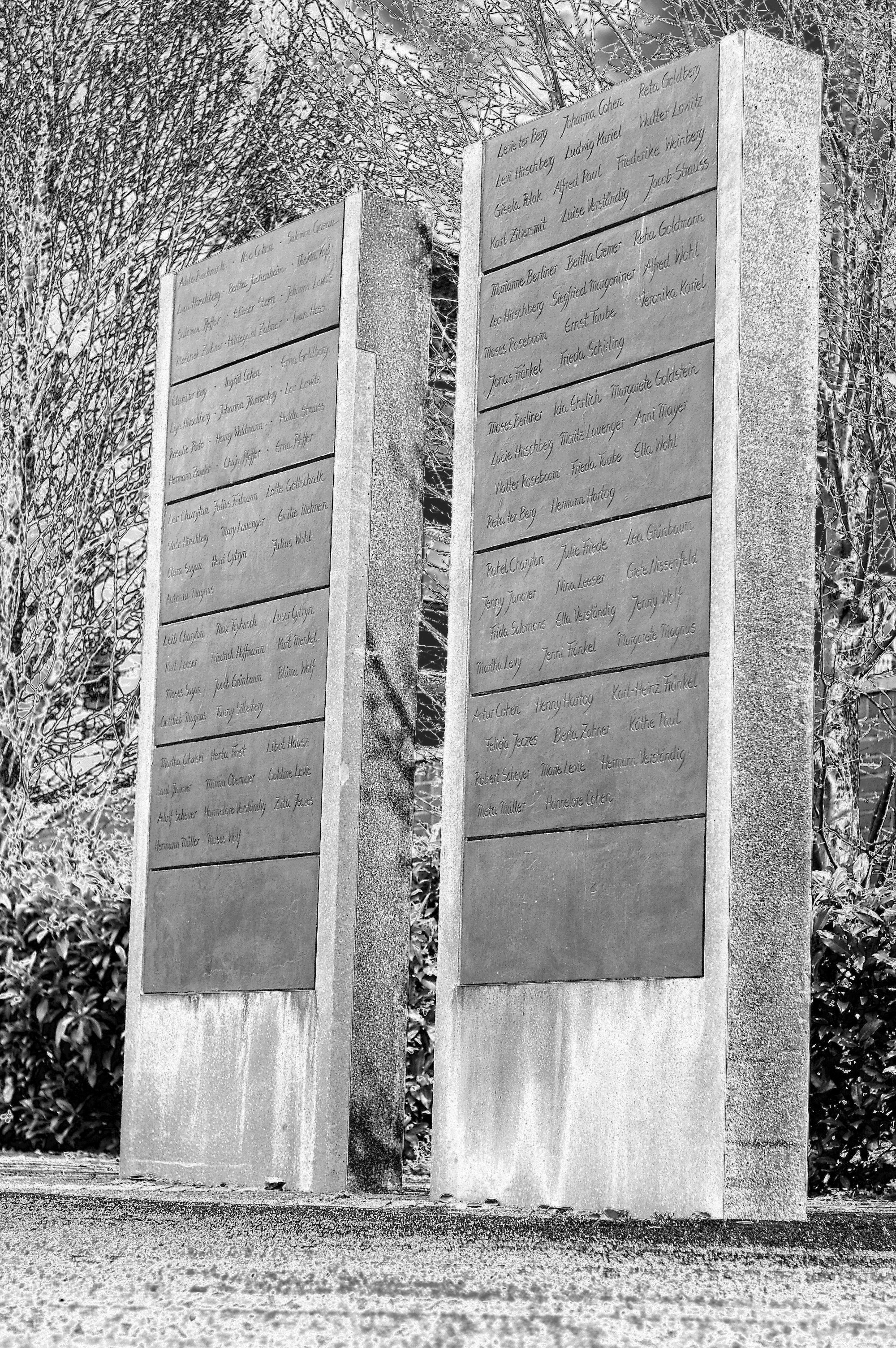
Stèles avec les noms des disparus pendant la Shoah.

La Synagogenplatz devient dans les années 1970 un lieu de mémoire. Une plaque commémorative est érigée et dévoilée le 10 novembre 1980, portant l'inscription suivante en allemand : 
« Synagogenplatz: eingeweiht am 10. November 1980 zur Erinnerung an die im Jahre 1915 erbaute Synagoge. Sie wurde in der Reichskristallnacht am 9. November 1938 von der NSDAP niedergebrannt und zerstört.
(Synagogenplatz: inaugurée le 10 novembre 1980 en souvenir de la synagogue construite en 1915, incendiée et détruite par les nazis pendant la nuit de Cristal le 9 novembre 1938) »
Chaque année, le 10 novembre, date anniversaire de la nuit de Cristal, se déroule une cérémonie commençant par une prière œcuménique dans une des églises de la ville, suivie par un défilé silencieux devant le mémorial et par le dépôt d'une gerbe de fleurs. 
Le 9 novembre 2008, deux stèles ont été érigées sur la Synagogenplatz, portant le nom des 113 Juifs de Wilhelmshaven assassiné pendant la Shoah. Ces stèles ont été réalisées à l'initiative du Arbeitskreises Synagogenplatz (groupe de travail de la Synagogenplatz), des églises, des syndicats et de la ville de Wilhelmshaven. Le plan de la synagogue est représenté sur la Synagogenplatz par des pierres claires. Un panneau d'information explique les détails du bâtiment. 

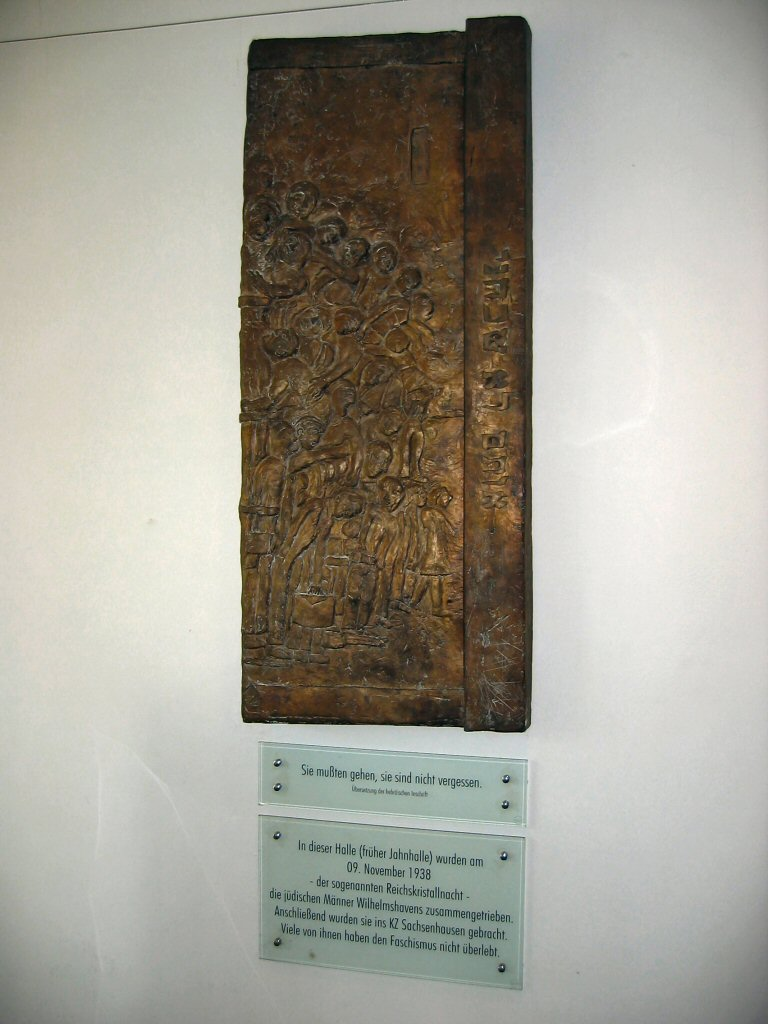
Plaque commémorative dans l'ancien Jahn-Halle

### Sur l'ancienneJahn Halle
Une plaque commémorative, œuvre du sculpteur allemand Traud'l Knoess, est apposée en 2000 sur un mur à l'entrée de l'ancienne Jahn Halle, où avaient été parqués les Juifs arrêtés avant d'être déportés. Le bâtiment a été transformé depuis en musée de la côte de Wilhelmshaven. Sur la plaque de bronze, est inscrit en hébreu : « Ils furent chassés, ils ne sont pas oubliés ».